# Eckerd Open
Eckerd Open - колишній тенісний турнір, що його проводили в рамках Туру WTA з 1971 по 1990 рік у різних місцях в районі Тампа-Бей (штат Флорида, США). З 1971 по 1974 рік він проходив у Санкт-Петербурзі, 1977 року - в Палм-Гарборі, 1978-го - в Клірвотері і з 1979 по 1990 рік - у Тампі. З 1977 по 1986 рік турнір проводився на відкритих кортах з твердим покриттям, а з 1971 по 1974 рік і з 1987 по 1990 рік - на відкритих ґрунтових кортах. 

## Назви турніру
- 1971–1972 Virginia Slims Masters of St Petersburg
- 1973 Masters Invitational
- 1974 Barnett Bank Masters
- 1977–1985 Florida Federal Open
- 1986–1990 Eckerd Open

## Результати

### Одиночний розряд
| Рік  | Чемпіонка               | Фіналістка            | Рахунок фіналу |
| ---- | ----------------------- | --------------------- | -------------- |
| 1971 | Кріс Еверт              | Julie Heldman         | 6–1, 6–2       |
| 1972 | Ненсі Річі              | Кріс Еверт            | 6–3, 6–4       |
| 1973 | Кріс Еверт              | Івонн Гулагонг-Коулі  | 6–2, 0–6, 6–4  |
| 1974 | Кріс Еверт              | Керрі Мелвілл         | 6–0, 6–1       |
| 1977 | Вірджинія Рузіч         | Лора Дюпонт           | 6–4, 4–6, 6–2  |
| 1978 | Вірджинія Вейд          | Anna-Maria Fernandez  | 6–4, 7–6(7–1)  |
| 1979 | Evonne Goolagong Cawley | Вірджинія Вейд        | 6–0, 6–3       |
| 1980 | Андреа Єйгер            | Трейсі Остін          | Walkover       |
| 1981 | Мартіна Навратілова     | Bettina Bunge         | 5–7, 6–2, 6–0  |
| 1982 | Chris Evert-Lloyd       | Андреа Єйгер          | 3–6, 6–1, 6–4  |
| 1983 | Мартіна Навратілова     | Пем Шрайвер           | 6–3, 6–2       |
| 1984 | Michelle Torres         | Carling Bassett       | 6–1, 7–6       |
| 1985 | Stephanie Rehe          | Габріела Сабатіні     | 6–4, 6–7, 7–5  |
| 1986 | Лорі Макніл             | Зіна Гаррісон         | 2–6, 7–5, 6–2  |
| 1987 | Chris Evert-Lloyd       | Kate Gompert          | 6–3, 6–2       |
| 1988 | Кріс Еверт              | Аранча Санчес Вікаріо | 7–6, 6–4       |
| 1989 | Кончіта Мартінес        | Габріела Сабатіні     | 6–3, 6–2       |
| 1990 | Моніка Селеш            | Катарина Малеєва      | 6–1, 6–0       |

### Парний розряд
| Рік  | Чемпіонки                          | Фіналістки                          | Рахунок фіналу |
| ---- | ---------------------------------- | ----------------------------------- | -------------- |
| 1971 | Франсуаз Дюрр Енн Джонс            | Джуді Тегарт Julie Heldman          | 7–6, 3–6, 6–3  |
| 1972 | Karen Krantzcke Wendy Overton      | Джуді Тегарт Франсуаз Дюрр          | 7–5, 6–4       |
| 1973 | Кріс Еверт Jeanne Evert            | Івонн Гулагонг-Коулі Janet Young    | 6–2, 7–6       |
| 1974 | Olga Morozova Бетті Стеве          | Кріс Еверт Івонн Гулагонг-Коулі     | 6–4, 6–2       |
| 1977 | Delina Ann Boshoff Ilana Kloss     | Brigitte Cuypers Marise Kruger      | 6–7, 6–2, 6–2  |
| 1978 | Мартіна Навратілова Енн Сміт       | Керрі Мелвілл Венді Тернбулл        | 7–6(7–4), 6–3  |
| 1979 | Вірджинія Рузіч Енн Сміт           | Ilana Kloss Betty Ann Grubb Stuart  | 7–5, 4–6, 7–5  |
| 1980 | Розмарі Касалс Кенді Рейнолдс      | Енн Сміт Paula Smith                | 7–6, 7–5       |
| 1981 | Розмарі Касалс Венді Тернбулл      | Мартіна Навратілова Рената Томанова | 6–3, 6–4       |
| 1982 | Енн Кійомура Paula Smith           | Mary Lou Piatek Wendy White         | 6–2, 6–4       |
| 1983 | Мартіна Навратілова Пем Шрайвер    | Bonnie Gadusek Wendy White          | 6–0, 6–1       |
| 1984 | Carling Bassett Elizabeth Sayers   | Mary Lou Piatek Wendy White         | 6–4, 6–3       |
| 1985 | Carling Bassett Габріела Сабатіні  | Lisa Bonder Laura Arraya            | 6–0, 6–0       |
| 1986 | Elise Burgin Rosalyn Fairbank      | Джиджі Фернандес Kim Sands          | 7–5, 6–2       |
| 1987 | Chris Evert-Lloyd Венді Тернбулл   | Elise Burgin Rosalyn Fairbank       | 6–4, 6–3       |
| 1988 | Terry Phelps Raffaella Reggi       | Cammy MacGregor Cynthia MacGregor   | 6–2, 6–4       |
| 1989 | Brenda Schultz Андреа Темешварі    | Elise Burgin Rosalyn Fairbank       | 7–6, 6–4       |
| 1990 | Мерседес Пас Аранча Санчес Вікаріо | Сандра Чеккіні Laura Gildemeister   | 6–2, 6–0       |